# Hogna tivior
Hogna tivior là một loài nhện trong họ Lycosidae.
Loài này thuộc chi Hogna. Hogna tivior được Ralph Vary Chamberlin & Wilton Ivie miêu tả năm 1936.